# Erich Schick
Erich Schick (* 23. April 1897 in Ruppertshofen; † 20. Januar 1966 in Basel) war ein Pfarrer, evangelischer Theologe und Professor für Systematik, Ethik, Missionsgeschichte und Psychologie in Basel.

## Leben

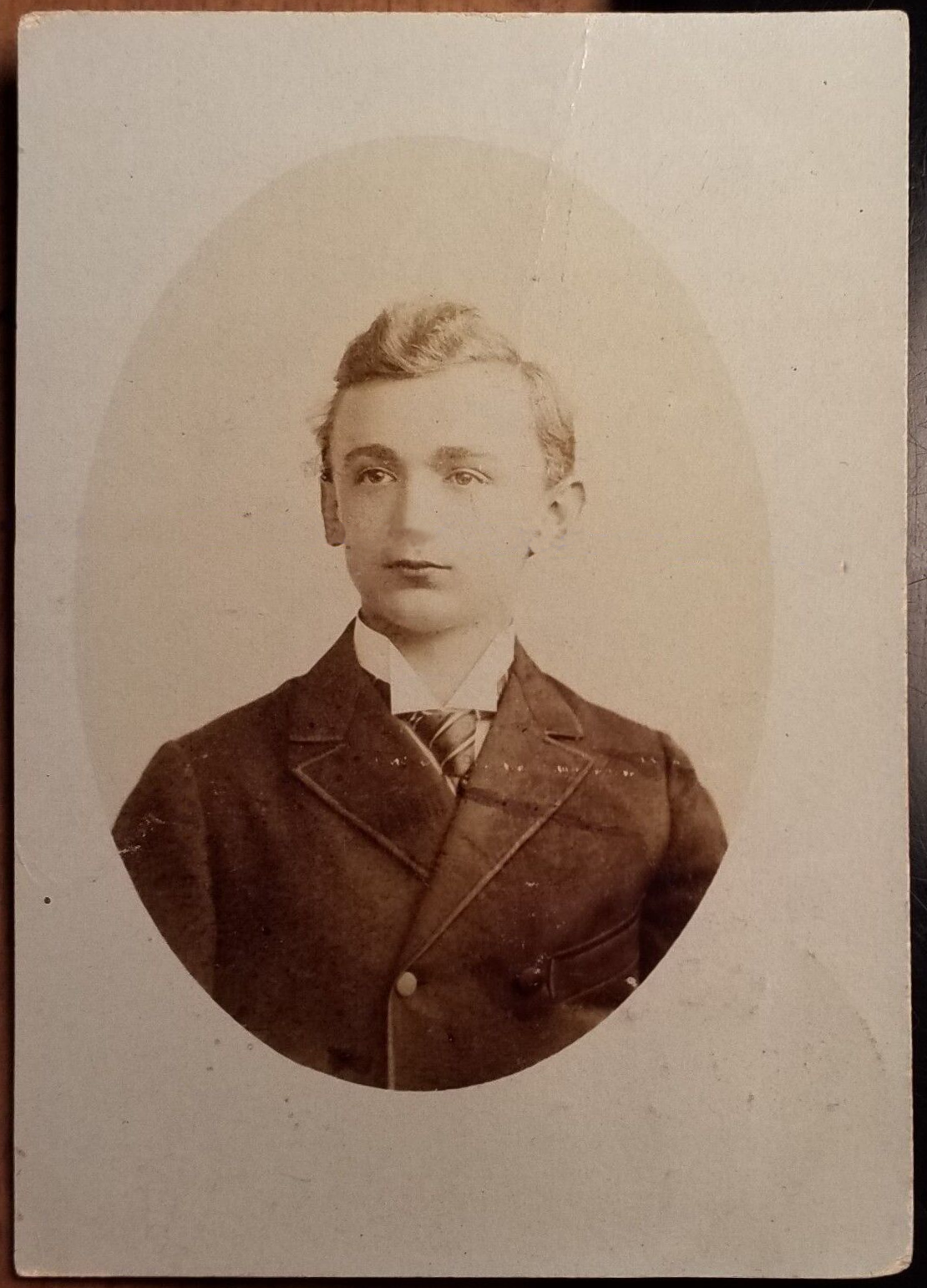
Erich Schick als Abiturient mit 17 Jahren

Schick war das erste von drei Kindern des Pfarrers Friedrich Schick und dessen Frau Maria Schick. Bereits ein Jahr nach seiner Geburt übernahmen seine Eltern die Pfarrstelle in Unterböhringen, wo Schick die meiste Zeit seiner Kindheit verbrachte. Schon in frühen Jahren unterrichtete der Vater Schick, so dass er bereits mit sechs Jahren in die dritte Volksschulklasse aufgenommen wurde. Gleichzeitig begann der Vater seinen Sohn in die lateinische Sprache einzuführen. Als Schick acht Jahre alt war, erkrankte sein Vater und starb nach monatelangem schwerem Leiden. Dieser Schicksalsschlag und der Tod seiner Spielkameradin Katharina Hettich, welche im Alter von vier Jahren verstarb, waren einschneidend für Schicks späteres Leben und Theologie. Hettich hat er sodann auch in seinem Werk Boten des Unsichtbaren ein Kapitel gewidmet. Durch den Verlust des Vaters wurde die Beziehung zu seiner Mutter sehr tief und vertraut und er übernahm schon in jungen Jahren viel Verantwortung für seine kleineren Geschwister. Nach dem Tode des Vaters zog die Mutter mit ihren drei Kindern und ihrem alten Vater 1907 nach Korntal bei Stuttgart, wo sich Schick auf der Lateinschule für das württembergische Landexamen vorbereitete, das er 1911 erfolgreich bestand. Das pietistisch geprägte Umfeld der Korntaler Brüdergemeinde hatte auch auf ihn Einfluss. So wurden seine tiefgründige Persönlichkeit und seine Ehrfurcht vor der Bibel durch die dort gültigen Wertemaßstäbe von absoluter Wahrhaftigkeit, Pünktlichkeit, Zuverlässigkeit, Treue und Fleiss bereichert und weiter gefördert. Mit 14 Jahren begann er seine humanistische Ausbildung in den württembergischen Klosterschulen in Maulbronn und Blaubeuren.

### Erster Weltkrieg
Während der Blaubeurer Zeit brach der Erste Weltkrieg aus. Nach bestandener Maturität im Frühjahr 1915 kam Schick als Artillerist auf den französischen Kriegsschauplatz. Das Kriegserleben war für Schick sehr einschneidend, und er verarbeitete es teilweise in seinem Werk Heiliger Dienst. In der Schlacht an der Somme 1916 wurde Schick verschüttet, woraus sein Nervensystem einen Schaden erhielt, der bis an sein Lebensende nie wieder ganz verheilte. Die Kämpfe der Jugendjahre vereinigten sich mit einem tiefen Leiden unter der Wirklichkeit des Krieges. In jenen Jahren wurden ihm die Schriften Søren Kierkegaards – wie er selber schrieb – »wie ein Labetrank an den Fieberkranken, wie ein starker Wohlgeruch für den Ohnmächtigen, wie ein fernes Licht für den einsamen Wanderer«. Die beiden entscheidenden Begegnungen – mit dem Tod und Kierkegaard – prägten, zusammen mit einer auf der Heiligen Schrift gegründeten Erkenntnis, sein Seelsorge- und Leidensverständnis und bestimmten hinfort seine weitere Entwicklung in Denken und Theologie.

### Theologiestudium
Nach Kriegsende im Winter 1919 trat Schick ins Evangelische Stift Tübingen ein und begann das theologische Studium. Jedoch zeigte sich bald, dass er das theoretische Studium in den Hörsälen aufgrund eines vom Krieg mitgebrachten Kopfleidens nicht aushielt. Deshalb übertrug ihm der württembergische Oberkirchenrat bereits nach einjährigem Studium den praktischen Dienst als Vikar und Pfarrverweser in abgelegenen Gemeinden. Dabei trieb er autodidaktisch theologische Studien und bereitete sich selbständig auf das Examen vor. Dabei vertiefte er sich in die württembergischen Kirchenväter. Besonders prägend wurden für ihn die Gedanken des Pietisten Friedrich Christoph Oetinger sowie der römisch-katholische Theologe Franz von Baader und des Mystikers Jakob Böhme. Nach einem weiteren kurzen Aufenthalt in Tübingen legte er 1922 das erste theologische Examen ab. Im Jahr 1925 berief ihn der Oberkirchenrat für zwei Jahre als Repetent nach Blaubeuren. Dabei absolvierte er sein zweites Dienstexamen. Im Herbst 1927 wurde Schick eine Studienreise nach Kopenhagen ermöglicht und von dort nach Madrid, wo er für drei Monate die vakant gewordene Pfarrstelle an der deutschen und schweizerischen Gemeinde übernahm.

### Pfarrer, Dozent
Als Schick nach Württemberg zurückkehrte, suchte er die entlegenste Pfarrei aus, die damals zu haben war, da er sich eine Zeitlang Abgeschiedenheit wünschte. So kam er am 15. Juli 1928 nach Bickelsberg im Oberamt Sulz. Drei Jahre später wurde er von dort als theologischer Lehrer an das Basler Missionsseminar in die Schweiz berufen. Zu der Zeit lernte er seine zukünftige Lebensgefährtin Dora Schultze kennen, die Tochter des damals bereits verstorbenen Riehener Diakonissenpfarrers, die er 1932 heiratete.
Schrifttum und Seelsorgedienst

Nach der nationalsozialistischen Machtergreifung im Januar 1933 begann Schick mit dem Schreiben, um seine innersten existentiellen Leiden aufzuarbeiten. Im Zusammenhang mit seinem Schrifttum erwuchs ihm mehr und mehr eine weiträumige Korrespondenz und Seelsorgeaufgabe, die ihn mit Menschen, Kreisen und christlichen Werken der verschiedensten Prägung, innerhalb und außerhalb des kirchlichen Raumes, in Verbindung brachte. Auf die Kritik des jungen Karl Barth an dem Pietismus reagierte Schick mit der Schrift Die Botschaft des Pietismus in den theologischen Kämpfen der Gegenwart, wofür er stark persönlich und theologisch angefeindet wurde. Unter Bezugnahme auf dieses Schrifttum und den daraus hervorgegangenen Seelsorgedienst verlieh ihm die Theologische Fakultät der Eberhard Karls Universität Tübingen im Januar 1953 die theologische Doktorwürde.
Zur politischen Not trat nun aber in steigendem Maß die tiefe Sorge um die theologischen und kirchlichen Entwicklungen. Im Zug der allgemeinen Entwicklung wurde die Basler Mission sowie andere christliche Werke der Deutschen Christentumsgesellschaft in die Landeskirche eingebaut. Eine Folge davon war, dass das Missionsseminar zugunsten der akademischen Ausbildung der Missionare aufgehoben wurde. Damit ging auch Schicks Lehrauftrag zu Ende. Es folgten einige Jahre intensiver Vortragstätigkeiten in Deutschland und in der Schweiz, die jedoch je länger je mehr zu einer großen gesundheitlichen Belastung wurden.
Dozent am Theologischen Seminar St. Chrischona

Im Frühjahr 1959 schied Schick aus dem Dienst der Basler Mission aus. Gleichzeitig wurde er von dem Theologischen Seminar St. Chrischona als Dozent der systematischen Theologie und Psychologie berufen, wo er bis kurz vor seinem Tod tätig blieb. Im letzten seiner Lebensjahre nahmen seine Kräfte ab. Deswegen beschränkte er seine Lehrtätigkeit auf zwei Lektionen pro Woche. Nach einer letzten vierwöchigen Lehrtätigkeit in der psychiatrischen Anstalt Hohe Mark in Oberursel nahm seine Kraft dermaßen ab, dass er kurz vor Weihnachten 1965 schwer krank wurde und am 20. Januar im folgenden Jahr verstarb.

## Schriften (Auswahl)

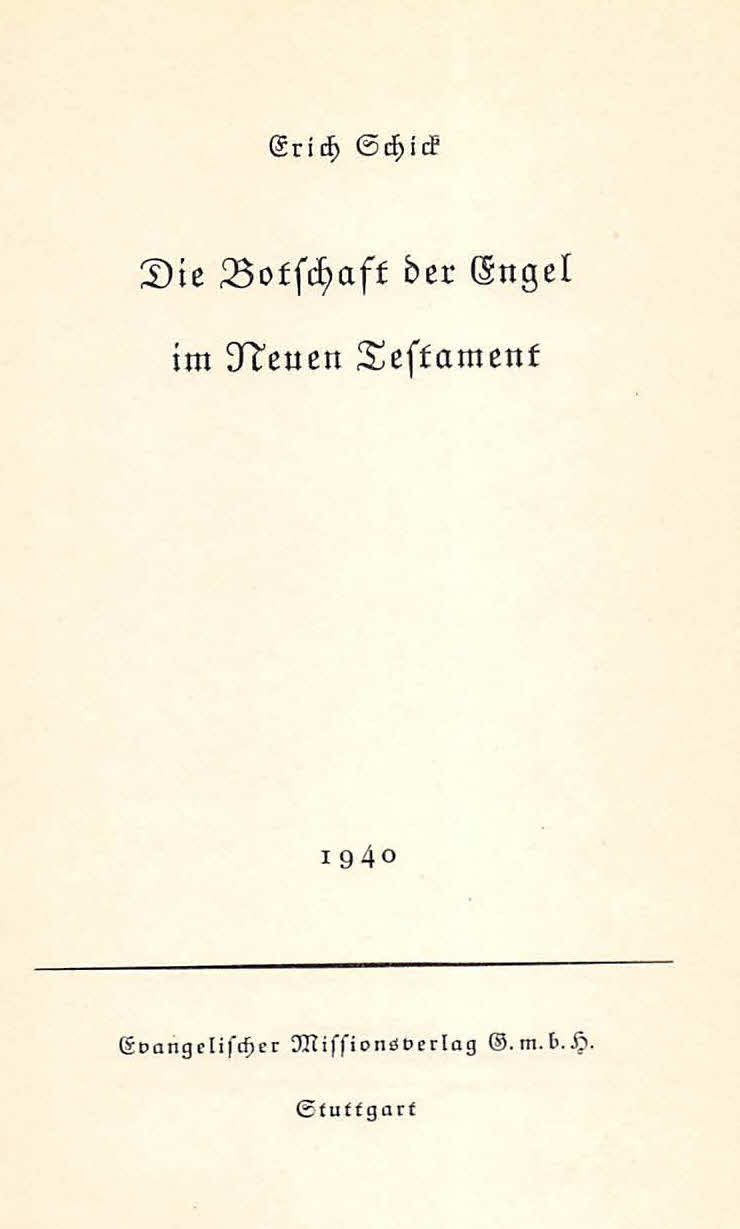
Titelblatt von Erich Schicks Buch "Die Botschaft der Engel im Neuen Testament" (1940)

- Seelsorge an der eigenen Seele: Ein Kapitel evangelischer Ethik. Furche, Berlin 1934.
- Der Christ als Seelsorger: Wege zur geistlichen Menschenerkenntnis. Furche, Berlin 1934.
- Der Ring des geistlichen Lebens. Furche, Berlin 1934.
- Heiliger Dienst: ein Buch von evangelischer Wortverkündigung und Seelsorge. Furche, Berlin 1935.
- Der Christ im Leiden: Ein Buch evangelischen Trostes. Furche, Berlin 1937.
- Begegnungen mit dem Vorbild: von Lebenskrisen und Lebenswende. Furche, Berlin 1938.
- Die Botschaft des Pietismus in den theologischen Kämpfen der Gegenwart. Majer, Basel 1938.
- Die siebenfache Fürbitte. Majer, Basel 1939.
- Heiliges Schweigen. Evangelischer Missionsverlag, Basel 1939.
- Die Botschaft der Engel im Neuen Testament. Evangelischer Missionsverlag, Stuttgart 1940.
- Beichte und Seelsorge. Majer, Basel 1943.
- Psychologie und Heiliger Geist. Majer, Basel 1943.
- Vom Segnen. Missionsbuchhandlung, Basel 1943.
- Brücken der Hilfe im Kranken- und Sterbezimmer. Majer, Basel 1945.
- Geduld und Kampf: biblische Betrachtungen. Majer, Basel 1946.
- Von der heilenden Gegenwart Jesu. Schriftenmissions-Verlag, Gladbeck 1952.
- Der helfende Mensch im Wandel des Menschenbildes der Gegenwart. Burckhardthaus, Gelnhausen 1953.
- Existentialismus und christliche Existenz. Evangelischer Missionsverlag, Stuttgart 1954.
- Geistesleitung. Furche, Berlin 1957.
- Morgenglanz der Ewigkeit. Meditationen über Knorrs „Morgenlied“. 1958
- mit Klaus Haag: Christian Friedrich Spittler: Handlanger Gottes. Brunnen-Verlag, Giessen, Basel 1982, ISBN 3-7655-3146-4
- Gottes Zeit, unsere Zeit, Jahreslesebuch, Hrsg. Erich Schick, Verlag Neue Stadt, Oberpframmern bei München, 4. Auflage, 2004. ISBN 978-3-87996-608-0